# Eidgenössische Volksabstimmung über die Änderung des Bundesgesetzes über die Alters- und Hinterlassenenversicherung
Die eidgenössische Volksabstimmung über die Änderung des Bundesgesetzes über die Alters- und Hinterlassenenversicherung (AHVG), kurz auch Änderung des AHVG genannt, handelt von einer Änderung des AHVG, die ein Teil der sogenannten AHV-21-Reform ist. Mit der Änderung dieses Bundesgesetzes wurden verschiedene Änderungen an der AHV vorgenommen; so die Erhöhung des Rentenalters (Referenzalter genannt) für Frauen auf 65 Jahre – zuvor lag es bei 64 Jahren –, sodass es so hoch ist wie dasjenige der Männer. Gegen die Gesetzesänderung wurde von verschiedenen Gruppen das Referendum ergriffen, das zustande kam, weshalb die Vorlage dem Volk am 25. September 2022 zur Abstimmung unterbreitet wurde. Die Vorlage wurde vom Stimmvolk mit 50,57 % Ja-Stimmen bei einer Stimmbeteiligung von 52,18 % angenommen. Wegen fehlerhafter Angaben, u. a. im Abstimmungsbüchlein, erhoben verschiedene Akteure Stimmrechtsbeschwerde. Das Bundesgericht wies alle Beschwerden ab.

## Inhalt
Eine erste Änderung bezieht sich auf das Rentenalter der Frauen, 64 Jahre, das nach der Reform auf dasjenige der Männer, 65 Jahre, angeglichen werden solle. Das Rentenalter wird neu als Referenzalter bezeichnet, weil es die Bezugsgrösse für die flexible Pensionierung und die berufliche Vorsorge bildet. Die Angleichung erfolgt in vier Schritten. Sollte die Reform angenommen werden, tritt sie im Jahr 2024 in Kraft, und am 1. Januar 2025 steigt das Referenzalter der Frauen um drei Monate. Zuerst betroffen sind Frauen des Jahrgangs 1961. In einem zweiten Schritt kommen die Frauen des Jahrgangs 1962 dran; deren Referenzalter beträgt dann 64 Jahre und sechs Monate, für Jahrgang 1963 anschliessend 64 Jahre und neun Monate (3. Schritt) und ab Jahrgang 1964 schliesslich 65 Jahre (4. Schritt). Ab Anfang 2028 solle für alle das Referenzalter 65 gelten. Für jene Frauen, die kurz vor dem Renteneintritt stehen werden und dieser somit wegen der Reform verzögert werden wird, sind Ausgleichsmassnahmen vorgesehen. Das beträfe die Jahrgänge 1961 bis 1969. Die erste Ausgleichsmassnahme kommt denjenigen Frauen zugute, die ihre AHV-Rente vor dem Referenzalter beziehen. Bei einem Vorbezug wird die AHV-Rente gekürzt, weil sie länger ausbezahlt wird. Die AHV-21-Reform weicht bei den genannten Jahrgängen von der gewöhnlichen Kürzung ab; sie fällt weniger stark aus als sonst, und zwar lebenslang. Die Kürzung fällt umso tiefer aus, je niedriger das Einkommen der Frauen vor der Pensionierung gewesen ist. Ebenso dürfen die Frauen dieser Jahrgänge die AHV wieder ab 62 Jahren vorbeziehen. Für die Jahrgänge ab 1970 gilt dieselbe Regelung für Männer: Vorbezug ab 63 Jahren. Für diejenigen Frauen der Jahrgänge 1961 bis 1969, die die AHV nicht vorbeziehen möchten, greift die zweite Ausgleichsmassnahme: ein Rentenzuschlag, der bei tieferen Einkommen grösser als bei höheren Einkommen ist; er wird nach Jahrgang abgestuft und beträgt zwischen 12,50 und 160 Franken pro Monat. Dieser Zuschlag fällt ebenfalls lebenslang aus, und er zieht auch keinen Verlust von Ergänzungsleistungen nach sich.
Die Änderung des AHV-Gesetzes bewirkt ebenso eine Flexibilisierung des AHV-Vorbezugs. Während heute die AHV ein bzw. zwei Jahre vorgezogen werden kann und dann die ganze AHV bezogen werden muss, solle die Rente nach Annahme der Reform zwischen 63 und 70 Jahren an jedem beliebigen Monat bezogen werden können. Für die Übergangsjahrgänge 1961–1969 wäre dies schon mit 62 Jahren möglich. Es soll zugleich möglich sein, nur Teile der Rente vorzubeziehen. Abgesehen von der Flexibilisierung wird die Möglichkeit geschaffen, seine Rente zu verbessern, wenn man sich entscheidet, über das Referenzalter hinaus zu arbeiten. Die zusätzlichen Arbeitsleistungen würden aber nur dann berücksichtigt, wenn die Maximalrente (2390 Fr. bei Einzelnen, 3585 bei Ehepaaren) noch nicht erreicht worden ist.
Die Erhöhung des Rentenalters werde laut Prognosen des Bundesamtes für Statistik zu Einsparungen von 4,9 Milliarden Franken bis 2032 führen.

## Behandlung in den Eidgenössischen Räten
Die Beratung der Vorlage begann am 15. März 2021 im Ständerat. Eingereicht wurden Anträge zur Festlegung des Referenzalters, zu der Höhe des beschlossenen Freibetrags bei Weiterarbeit nach Erreichen des Referenzalters, zu der Berechnung der Ausgleichsmassnahmen sowie zum variablen Rentenanteil und zur Anzahl der Übergangsjahrgänge. Der Ständerat änderte in ebendieser ersten Debatte den Entwurf des Bundesrats zum Gesetz dahingehend ab, dass er den Rentenvorbezug für Frauen erst ab 63 Jahren und nicht wie nach geltendem Recht ab 62 Jahren erlauben wolle. Er schlug des Weiteren vor, dass neun Jahrgänge von Frauen, die als erste nach Inkrafttreten pensioniert würden, Ausgleichszahlungen erhalten sollen. Am 9. Juni desselben Jahres ging das Geschäft ein erstes Mal zum Nationalrat, der es in vier Blöcken behandelte. Er nahm das Referenzalter 65 für Frauen an und lehnte einen Antrag von Barbara Gysin (SP) ab, beim geltenden Recht zu bleiben. Er lehnte ebenfalls die ständerätliche Bestimmung auf neun Jahrgänge ab und schlug stattdessen sechs vor. Da die Beschlüsse der beiden Räte divergierten, folgte ein Differenzbereinigungsverfahren. Unbestritten waren die Höhe des Referenzalters, die Flexibilisierung des Rentenbezugs sowie die Verknüpfung der Vorlagen. Ein Dissens bestand beim Freibetrag nach Erreichen des Referenzalters sowie bei der Anzahl der berücksichtigten Jahrgänge. Der Nationalrat hatte zudem eingebracht, dass die Erträge der Schweizerischen Nationalbank (SNB) aus den Negativzinsen dem AHV-Fonds zugutekommen und die Ausgleichsmassnahmen bei den Ergänzungsleistungen nicht angerechnet werden. Auf Antrag der Kommissionsmehrheit der SGK entschied der Ständerat, beim Freibetrag dem Nationalrat zu folgen. Er lehnte es jedoch ab, die Gewinne aus den Negativzinsen dem AHV-Ausgleichsfonds zukommen lassen (27 zu 14 Stimmen). Als das Geschäft wiederum an den Nationalrat zurückgewiesen wurde, kam ein Minderheits-Antrag auf Sistieren des Geschäftes; dieser fand keine Zustimmung. Der Nationalrat hielt an seinen Bestimmungen fest. Während weiterer Behandlungen und der Einberufung einer Einigungskonferenz wurden die bestehenden Differenzen aufgelöst. Die Verwendung der Negativzinsen wurde weiterhin vom Ständerat abgelehnt. Es wurde befürchtet, die Unabhängigkeit der SNB werde kompromittiert. Der Nationalrat nahm seinerseits an, dass neun Jahrgänge von Ausgleichsmassnahmen profitieren sollen.
In den Schlussabstimmungen nahm der Nationalrat die Vorlage zum AHVG mit 125 zu 67 Stimmen bei einer Enthaltung an. Im Ständerat wurde die Vorlage zum AHVG mit 31 zu 12 Stimmen angenommen.

## Fakultatives Referendum
Am 17. Dezember 2021 fällten die Eidgenössischen Räte in den Schlussabstimmungen die Entscheidung, die Reform des AHVG anzunehmen. Danach begann die Referendumsfrist von 100 Tagen für die Sammlung von 50'000 Unterschriften, damit das fakultative Referendum zustande kommen kann. Das Referendumskomitee reichte die Unterschriften am 25. März 2022 ein. Die Bundeskanzlei verfügte das Zustandekommen des Referendums mit 53'209 gültigen Unterschriften am 27. April 2022.

## Volksabstimmung

### Abstimmungsfrage
«Wollen Sie die Änderung vom 17. Dezember 2021 des Bundesgesetzes über die Alters- und Hinterlassenenversicherung (AHVG) (AHV 21) annehmen?»

### Haltungen der Parteien
Ja-Parole: EVP, FDP, Die Mitte, EDU, SVP, GLP
Nein-Parole: SP, GPS, PdA, SD

### Ergebnisse
| Kanton                           | Ja (%) | Nein (%) | Beteiligung (%) |
| -------------------------------- | ------ | -------- | --------------- |
| Zürich                           | 55,8 % | 44,2 %   | 51,33 %         |
| Bern                             | 50,4 % | 49,6 %   | 53,87 %         |
| Luzern                           | 59,4 % | 40,6 %   | 56,15 %         |
| Uri                              | 57,1 % | 42,9 %   | 49,79 %         |
| Schwyz                           | 60,5 % | 39,5 %   | 57,12 %         |
| Obwalden                         | 60,8 % | 39,2 %   | 59,02 %         |
| Nidwalden                        | 64,7 % | 35,3 %   | 57,32 %         |
| Glarus                           | 51,7 % | 48,3 %   | 45,54 %         |
| Zug                              | 65,0 % | 35,0 %   | 57,66 %         |
| Freiburg                         | 39,5 % | 60,5 %   | 53,46 %         |
| Solothurn                        | 49,8 % | 50,2 %   | 50,94 %         |
| Basel-Stadt                      | 46,8 % | 53,2 %   | 53,55 %         |
| Basel-Landschaft                 | 51,0 % | 49,0 %   | 51,58 %         |
| Schaffhausen                     | 50,0 % | 50,0 %   | 68,29 %         |
| Appenzell Ausserrhoden           | 59,0 % | 41,0 %   | 56,43 %         |
| Appenzell Innerrhoden            | 64,5 % | 35,5 %   | 52,00 %         |
| St. Gallen                       | 57,7 % | 42,3 %   | 51,32 %         |
| Graubünden                       | 56,2 % | 43,8 %   | 49,41 %         |
| Aargau                           | 55,4 % | 44,6 %   | 49,71 %         |
| Thurgau                          | 57,7 % | 42,3 %   | 52,14 %         |
| Tessin                           | 42,9 % | 57,1 %   | 52,43 %         |
| Waadt                            | 37,9 % | 62,1 %   | 52,70 %         |
| Wallis                           | 45,0 % | 55,0 %   | 49,69 %         |
| Neuenburg                        | 35,5 % | 64,5 %   | 48,49 %         |
| Genf                             | 37,2 % | 62,8 %   | 47,49 %         |
| Jura                             | 29,1 % | 70,9 %   | 52,82 %         |
| Schweizerische Eidgenossenschaft | 50,5 % | 49,5 %   | 52,19 %         |

## Abstimmungsbeschwerde
Im August 2024 gab das Bundesamt für Sozialversicherungen mögliche Rechenfehler bei den Ausgabenprognosen der AHV bekannt. Die Ursache für diese Anomalie waren zwei fehlerhafte Formeln in einem Berechnungsprogramm. Im Jahr 2033 dürften die AHV-Ausgaben daher etwa 4 Milliarden Franken unter den vorherigen Berechnungen liegen. Das negative Umlageergebnis ab 2026 werde sich hingegen bis 2033 verstärken und etwa 4 Milliarden Franken erreichen.
Mehrere Stimmberechtigte und Parteien – darunter die Grünen und die SP-Frauen – reichten daraufhin eine Abstimmungsbeschwerde in ihren Kantonen ein. Sie kritisieren darin, dass die Bundesbehörden, politische Akteure und Medien falsche Informationen in der Abstimmungskampagne verbreitet haben. In ihrer Beschwerde machten sie deshalb eine Verletzung der Wahl- und Abstimmungsfreiheit geltend und verlangten eine Aufhebung der Abstimmung. Die Beschwerden wurden von den jeweiligen Kantonsregierungen abgewiesen. Das Bundesgericht wies die Beschwerden am 12. Dezember 2024 ab, weil Rechtssicherheit und Vertrauensschutz überwögen.